# Triple H (band)

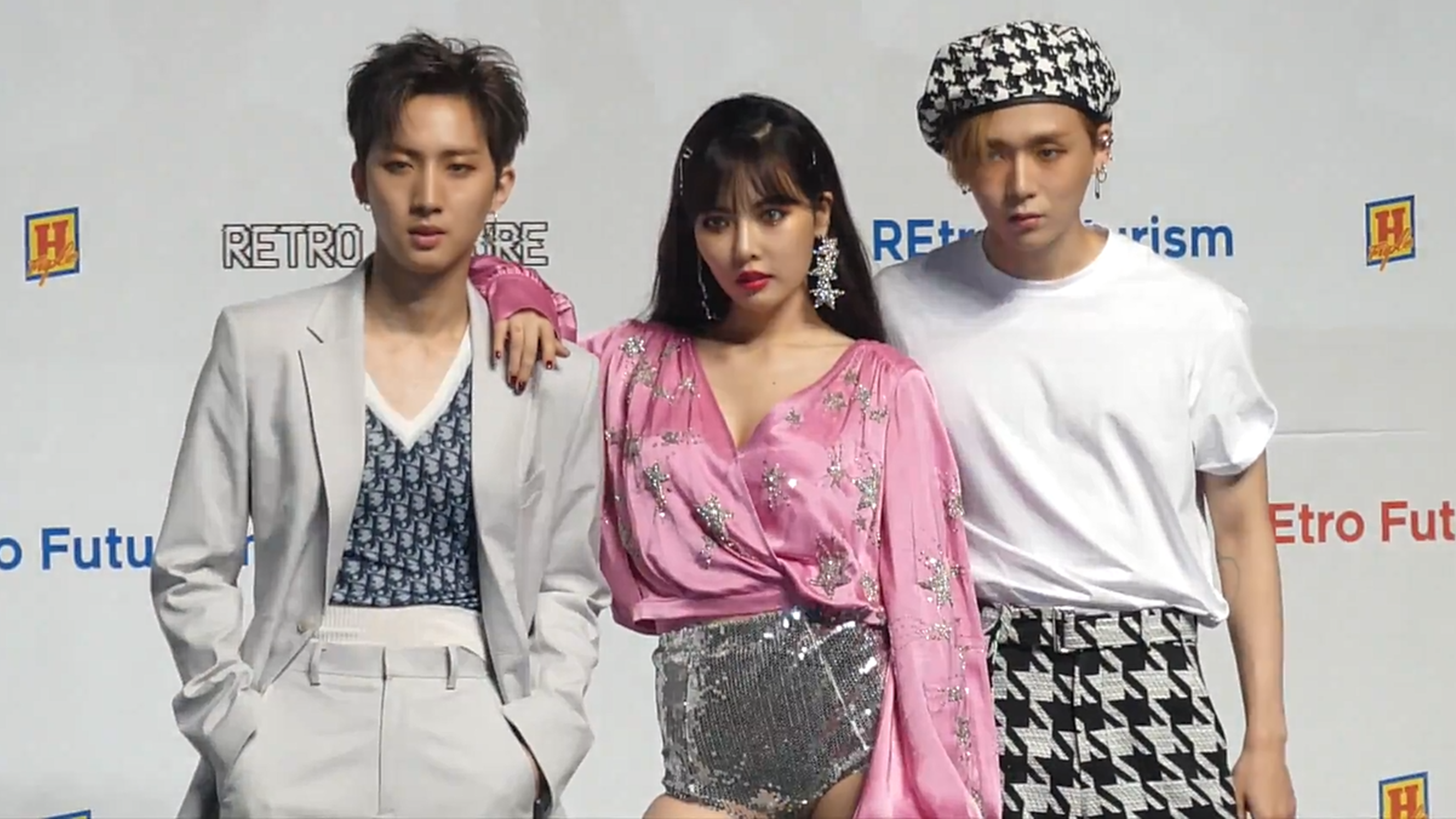
Triple H in 2018

Triple H is een Zuid-Koreaanse muziekgroep, opgericht door Cube Entertainment. De groep bestond uit Hyuna en Pentagon-leden Hui en E'Dawn. Als groep brachten ze twee extended plays uit, 199X (2017) en Retro Futurism (2018). Cube heeft bevestigd dat Hyuna en E'Dawn niet langer deel uitmaken van de band nadat ze bekend maakte dat ze een koppel zijn.

## Carrière

### 2017: Debuut met 199X
In maart 2017 kondigde Cube Entertainment aan dat Hyuna een projectgroep had gevormd met niet bij naam genoemde labelgenoten, die in mei zou debuteren.
Op 4 april kondigde Cube Entertainment aan dat Hui en E'Dawn van de boyband Pentagon de andere leden waren van de groep, die Triple H zou gaan heten, en dat ze de hoofdrol zouden spelen in een realityshow genaamd Triple H Fun Agency.
Op 1 mei bracht Triple H hun eerste extended play, 199X, uit, samen met de single "365 Fresh" en de bijbehorende videoclip. De EP bereikte #4 op de Gaon Album Chart en #10 op de Billboard World Albums Chart. De videoclip voor "365 Fresh" was het onderwerp van controverse vanwege de voorstellingen van seks, zelfmoord, en misdaad.

### 2018: Retro Futurism en vertrek
In juni 2018 kondigde Cube Entertainment aan dat Triple H in juli een comeback zou maken. Op 18 juli bracht Triple H hun tweede extended play uit, Retro Futurism, vergezeld van een videoclip voor de single, "Retro Future". De EP bereikte #8 in de Gaon Album Chart.
Op 2 augustus 2018 onthulde Hyuna dat ze sinds mei 2016 aan het daten was met E'Dawn. Op 13 september kondigde Cube Entertainment aan dat ze hun contracten zouden beëindigen, met als argument dat ze het "vertrouwen" met hen niet konden behouden. Cube kondigde echter aan dat ze tot nader order nog steeds met beiden in gesprek zouden blijven. Op 5 oktober meldde een gerelateerde bron dat Hyuna en E'Dawn hun vertrek bij Cube Entertainment bevestigden. Op 15 oktober bevestigde Cube Entertainment officieel het vertrek van Hyuna. Op 14 november bevestigde Cube Entertainment officieel het vertrek van E'Dawn.

## Discografie

### Extended plays
| Titel                                                                        | Details                                                                                        | Top hitparade posities | Top hitparade posities | Verkopen      |
| Titel                                                                        | Details                                                                                        | KOR                    | US World               | Verkopen      |
| ---------------------------------------------------------------------------- | ---------------------------------------------------------------------------------------------- | ---------------------- | ---------------------- | ------------- |
| 199X                                                                         | - Uitgebracht: 1 Mei 2017 - Label: Cube Entertainment - Beschikbaar op: CD, digital download   | 4                      | 10                     | - KOR: 5,157  |
| Retro Futurism                                                               | - Uitgebracht: 18 Juli 2018 - Label: Cube Entertainment - Beschikbaar op: CD, digital download | 8                      | —                      | - KOR: 11,605 |
| "—" denotes releases that did not chart or were not released in that region. |                                                                                                |                        |                        |               |

### Singles
| Titel          | Jaar | Top hitparade posities                                                                               | Top hitparade posities | Verkopen      | Album          |
| Titel          | Jaar | KOR                                                                                                  | US World               | Verkopen      | Album          |
| -------------- | ---- | --- | ---------------------- | ------------- | -------------- |
| "365 Fresh"    | 2017 | 81                                                                                                   | 7                      | - KOR: 44,260 | 199X           |
| "Retro Future" | 2018 | "Retro Future" kwam niet binnen in de Gaon Digital Chart maar stond op #39 in de Gaon Download Chart | 16                     | N/A           | Retro Futurism |